# Stazione di Ghedi
La stazione di Ghedi è una stazione ferroviaria posta lungo la linea Brescia-Parma, a servizio dell'omonimo comune. È situata al termine di via XX Settembre.

## Storia

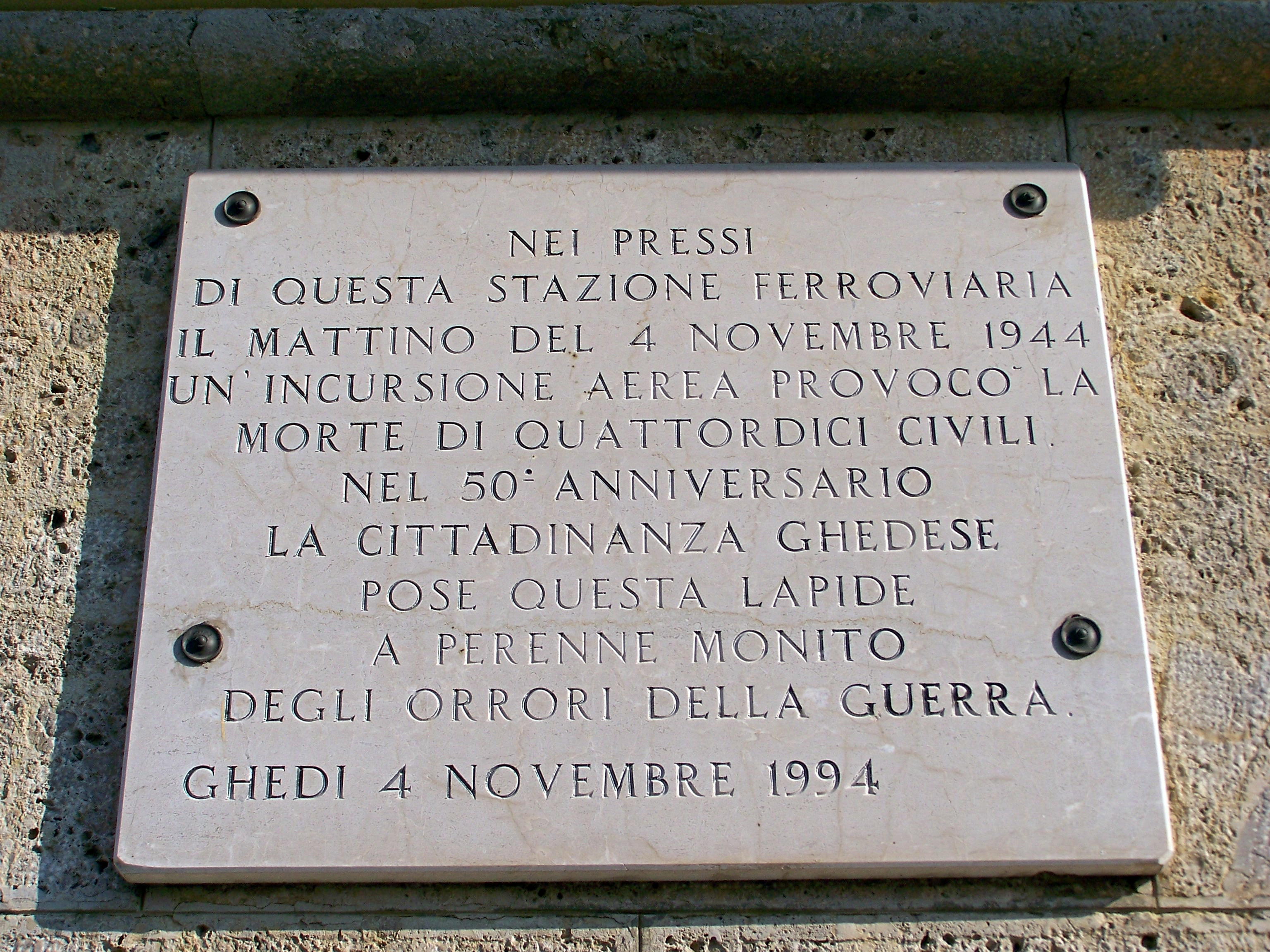
Lapide commemorativa del bombardamento del 1944

La stazione fu aperta al servizio pubblico il 1º agosto 1893 contemporaneamente alla tratta Piadena-San Zeno, che completava la linea Parma-Brescia-Iseo.
L'impianto fu affidato alla Rete Adriatica con esercizio svolto a cura della Società Meridionale, che svolse tale funzione fino al 1905, anno in cui la stazione passò alle neocostituite Ferrovie dello Stato (FS).
Il 4 novembre 1944 subì un bombardamento che distrusse il fabbricato viaggiatori e il piazzale binari.
Negli anni Cinquanta, la stazione fu capolinea di una coppia di accelerati provenienti da Brescia e di solito trainati da una locomotiva a vapore 880. Il servizio fu in seguito soppresso a causa dell'insufficiente numero di viaggiatori necessario al suo mantenimento.
Nel 2000, la società Rete Ferroviaria Italiana subentrò alle FS nell'esercizio della stazione e, sotto tale gestione, l'intera linea fu dotata del sistema d'esercizio con Dirigente Centrale Operativo; il relativo apparato ACEI di stazione fu attivato il 14 dicembre 2008.

## Strutture ed impianti

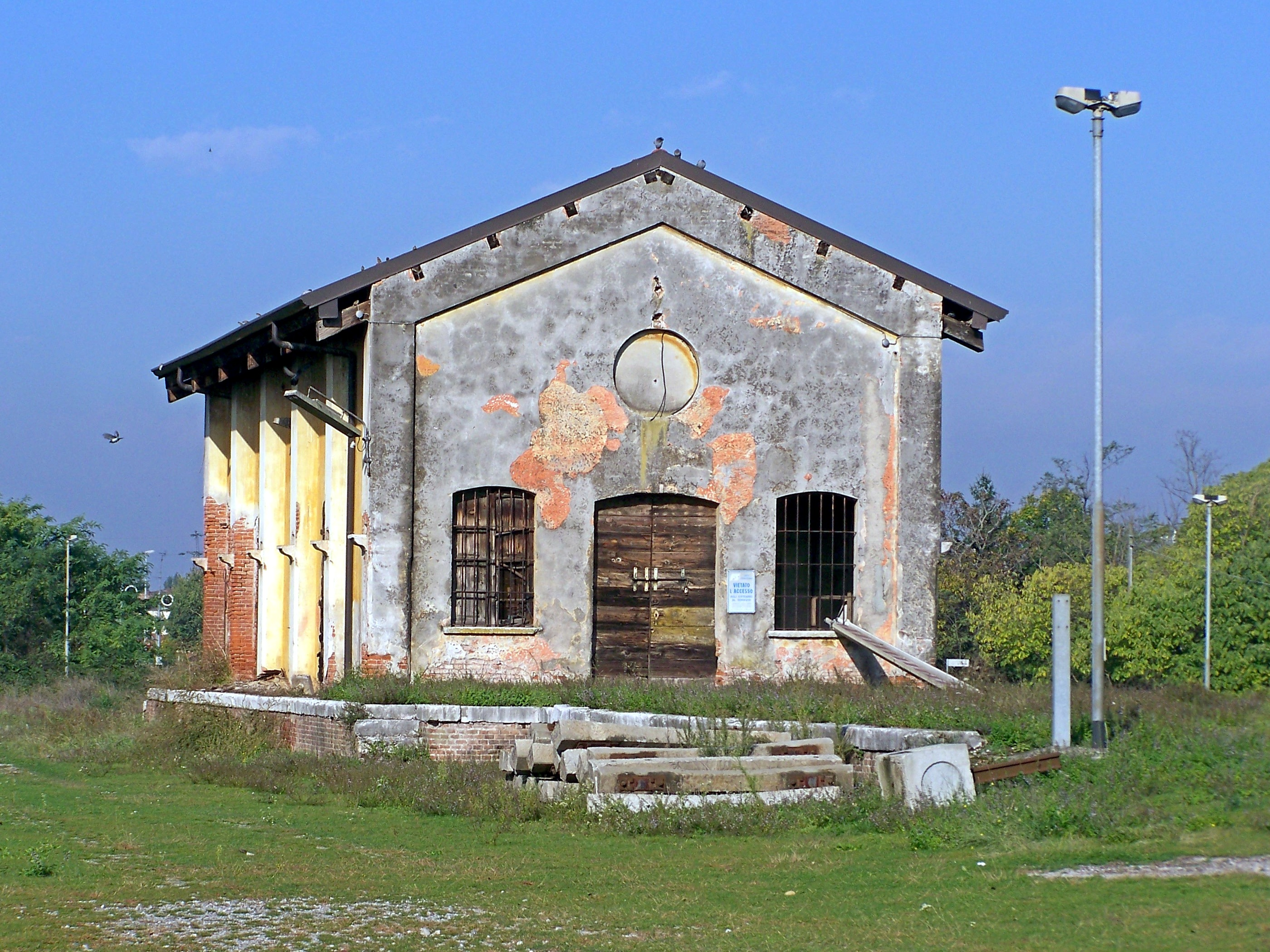
Il magazzino merci.

La stazione è dotata di un fabbricato viaggiatori, di uno scalo merci e di un fascio binari. All'interno dell'area ferroviaria della stazione è presente il raccordo con la SSAB.
Il fabbricato viaggiatori è una struttura a pianta rettangolare su due livelli, ricostruita nel secondo dopoguerra dopo le distruzioni apportate dal bombardamento del 1944.
Il piazzale è composto da tre binari, di cui uno di corretto tracciato della Parma-Brescia, mentre gli altri due sono di scalo, lunghi entrambi 545 m. Dal terzo binario si diramava un raccordo con il vicino deposito carburante dell'Aeronautica Militare che, al 2012, risulta in disuso. Per via della presenza di un binario di raccordo presso lo stabilimento SSAB, il lato Piadena dell'impianto è dotato di doppio segnale di protezione: il primo in prossimità del suddetto raccordo, il secondo all'ingresso del piazzale binari.
Lo scalo merci, che al 2012 risulta in disuso, era formato da tre binari tronchi, da un piano caricatore e da un magazzino.

## Movimento

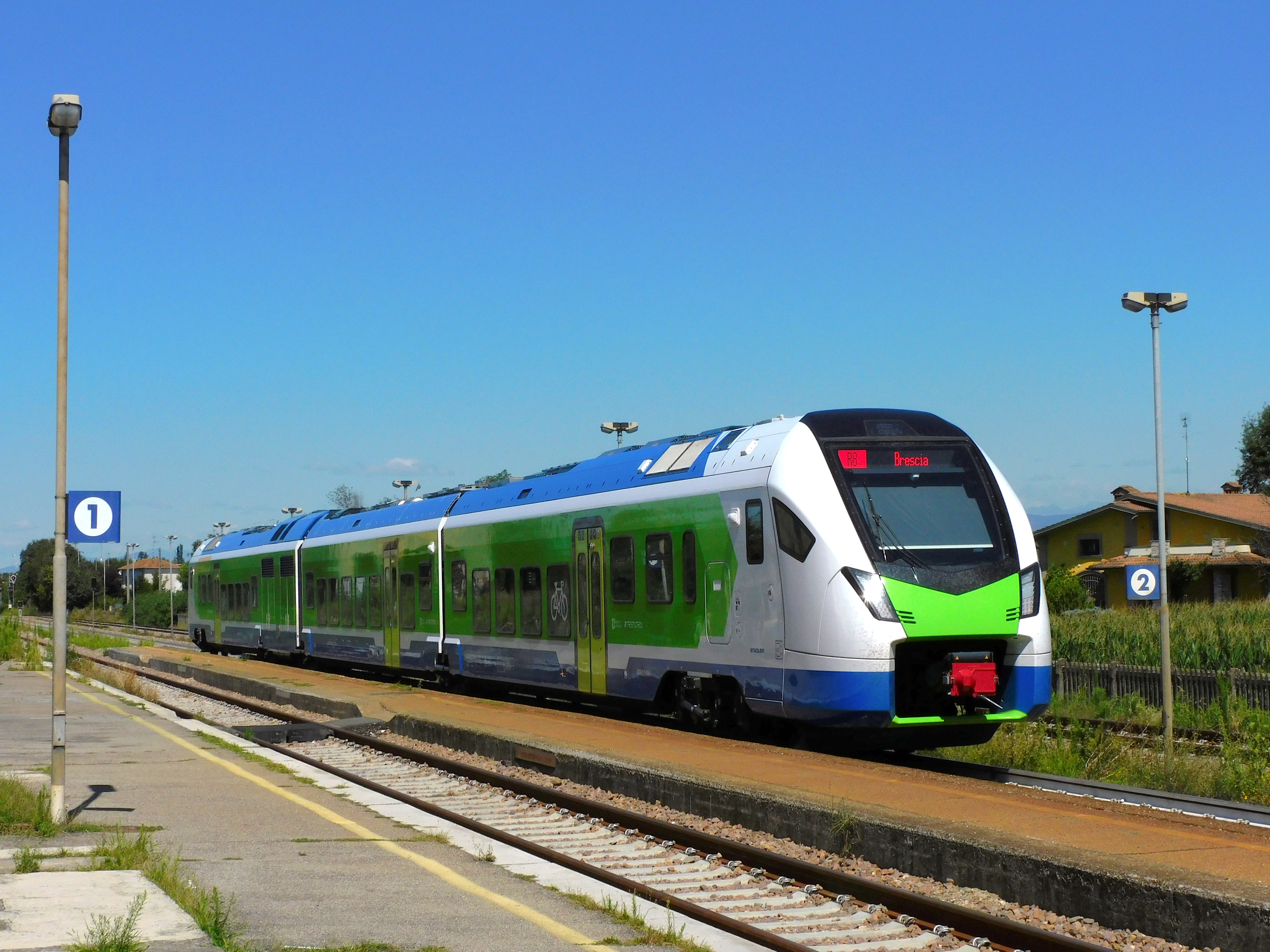
Un ATR 803 di Trenord in sosta sul secondo binario.

La stazione è servita dai treni regionali della relazione Brescia-Parma, eserciti da Trenord e cadenzati a frequenza oraria nell'ambito del contratto di servizio stipulato con la Regione Lombardia.